# 內政部方域司
方域司為1946年設立之中华民国政府機構，隸屬於中華民國國民政府的行政院內政部。二戰之後，中國與蘇俄、韓國、印度等國發生多起疆界認定爭議，為了專門處理此種爭議，特地設置方域司。該司主要職責為全面測量勘查中國疆界、疆界糾紛處理、行政區域劃分調整勘測、行政區域名稱以及各級行政區域資料之蒐集保管及圖誌編印。

## 簡介
1946年7月18日設置的方域司，於翌年2月13日才派任首任司長傅角今。1948年2月，公布《中華民國行政區域圖》，向國際社會宣示政府的主權聲索範圍，並附有《南海諸島位置圖》，為中華民國官方對南海主權之聲索。1949年4月，因為第二次国共内战，國土丈量計劃受阻，該機構奉令裁撤。現今內政部已無該單位。其業務由現今的內政部地政司方域科承接。